# バービーのマーメード・プリンセス
『バービーのマーメード・プリンセス』（原題：Barbie: The Pearl Princess）は、カナダのCGアニメーション・スタジオであるレインメーカー・エンターテインメントが制作されたバービーシリーズのコンピュータアニメーション長編ファンタジー映画作品。2014年3月11日にアメリカ合衆国のユニバーサル・ピクチャーズ・ホームエンターテイメントから映像ソフトが発売されている。
日本では2015年11月18日にカートゥーン ネットワークで日本語吹き替え版が放送された。5月4日にカートゥーンGWスペシャルで再放送されている。主人公であるルミナ役には、坂本真綾を起用している。『バービーのフェアリー・プリンセス』・『バービーと伝説の馬』・『バービーと魔法のバレエシューズ』に続く2015年の四部作の4作目となる日本初放送。

## あらすじ
バービーは真珠を操る不思議な魔法を持つ人魚を演じる。
17歳の人魚であるルミナは、シラおばさんと親友のクーダとともに街から遠く離れた珊瑚礁で暮らしている。ルミナはシラおばさんから家の外で真珠の魔法を使うことを禁じられた。お城や舞踏会に憧れるルミナはクーダとともに海底の城への冒険に出発する。その間、ルミナは海底の友達が王城の舞踏会の準備をするのを手伝った。
最終的にルミナは彼女の魔法でシラおばさんを救った。海底の国王ネレウスも彼女の魔法でルミナが自分の失われた娘であることを知り、ルミナは自分の正体を知って御所に帰り、両親の元に身を寄せる。

## 声の出演
| 役名             | 俳優                     | 日本語吹替 |
| ---------------- | ------------------------ | ---------- |
| ルミナ           | ケリー・シェリダン       | 坂本真綾   |
| クーダ           | ケイティ・クラウン       | 石井ゆかり |
| シラ             | パトリシア・パッテンデン | 定岡小百合 |
| カリーゴ         | ジョン・ノヴァック       | 水野龍司   |
| ネレウス国王     | マーク・オリバー         | 金尾哲夫   |
| ローレライ       | レベッカ・ショイチェット | 高梨愛     |
| マダム・ラッカス | キャサリン・バー         | 小林美奈   |
| ファーガス       | サイモン・ヒル           | 川辺俊介   |
| マレー           | ピーター・ニュー         |            |
| ガース           | パトリック・ギルモア     | 矢野智也   |
| ワームウッド     | ルイス・チリロ           | 布施川一寛 |
| スパイク         | ジェームズ・ヒグチ       |            |
| コーラ           | マッケンジー・ポーター   | 丸山有香   |
| サンドリン       | ニッキー・バーク         | 齋藤綾     |
| デルフィン       | ブライアン・ドー         | 藤井洋輔   |

## テーマソング
エンディングテーマ「ライトアップ・ザ・ワールド」
作詞・作曲：Jeannie Lurie、Gabriel Mann、Rob Hudnut
歌：Rachel Bearer
挿入歌「マーメイド・パーティ」
作詞・作曲：Jeannie Lurie、Gabriel Mann、Rob Hudnut
歌：Nevada Brandt